# Sestyna liryczna
Sestyna liryczna, także sekstyna liryczna (wł. sestina) – forma wiersza powstała w XIII wieku w Prowansji, za jej wynalazcę uchodzi trubadur Arnaut Daniel. Zbudowana z sześciu strof sześciowersowych i jednej trzywersowej, kończącej cały utwór (nazywanej envoi bądź tornada). Motywem przewodnim całej sestyny jest sześć wybranych wcześniej wyrazów, które powtarzają się w określonej kolejności na końcach wersów w każdej ze strof. Sestyny pisali m.in. Dante, Petrarka, Luís de Camões, Rudyard Kipling, Ezra Pound, W.H. Auden, Elizabeth Bishop, Joan Brossa, John Ashbery. Współcześnie w Polsce sestyna pojawia się m.in. u Stanisława Barańczaka, Andrzeja Sosnowskiego, Marcina Sendeckiego, Adama Wiedemanna.
Kolejność powtarzania wyrazów:
1. zwrotka: ABCDEF
2. zwrotka: FAEBDC
3. zwrotka: CFDABE
4. zwrotka: ECBFAD
5. zwrotka: DEACFB
6. zwrotka: BDFECA

- trójwiersz: bAdFeC

Przez cień rozkoszny żywej zieloności,
Pierzchliwie biegnąc nielitosna światłość,
Tu mię dościgła aż z Trzeciego Nieba.
Ze szronów już wtedy oczyściła wzgórza
Miłosnem tchnieniem Odnowienia pora,
Do życia budząc smugi łąk i gaje!
Widzianoż kiedy rozkoszniejsze gaje,
Lub wiatr czy wzruszał żywsze zieloności?
Nie wiem – , lecz pomnę: gdy ta przyszła pora,
To w trwodze mając zbyt gorącą światłość,
Za nic bym nie był zbiegł w cieniste wzgórza  –
Lecz pod wznioślejszy krzew, co sięga Nieba.
[...]
Więc z zieloności owej, w inną światłość,
Szlakiem do Nieba, przez wyniosłe wzgórza,
Gdy na mnie pora, zdążam w Wieczne Gaje!  –
Francesco Petrarca, Sestina V, tłum. Felicjan Faleński
Angielski poeta, znany jako wirtuoz formy, Algernon Charles Swinburne napisał sestynę podwójną The Complaint of Lisa, składającą się ze strof dwunastowersowych i sześciowersowej tornady.